# 单侯村关帝庙石旗杆
单侯村关帝庙石旗杆，位于中国河北省张家口市南留庄镇单侯村东，为张家口市蔚县的一个省级文物保护单位，类型为古建筑，公布时间为1993年7月15日。
单侯村关帝庙石旗杆的历史年代为清代。